# Chłopowo (powiat myśliborski)
Chłopowo – (niem. Herrendorf) — osada w Polsce położona w województwie zachodniopomorskim, w powiecie myśliborskim, w gminie Myślibórz.
W latach 1975–1998 miejscowość należała administracyjnie do województwa gorzowskiego.
W miejscowości znajduje się zabytkowy kościół o konstrukcji ryglowej z okresu baroku, ruiny pałacu (zawalił się w 1981-82 roku z powodu dewastacji dachu co doprowadziło do przegnicia belek), oraz park przypałacowy z aleją lipową (obecnie coraz bardziej zapuszczony - niegdyś jeden z piękniejszych w regionie). Chłopowo posiadało kiedyś folwark pańszczyźniany (później PGR).
Cechą charakterystyczną zabudowy wsi jest to, iż prawie wszystkie budynki mieszkalne zostały wybudowane według takiego samego planu i wyglądają niemal identycznie.
|               |         |         |
| Dawny folwark | Kościół | Kościół |